# Đu đủ rừng quả tròn
Đu đủ rừng quả tròn (danh pháp khoa học: Trevesia sphaerocarpa) là một loài thực vật có hoa trong Họ Cuồng. Loài này được Grushv. & Skvortsova miêu tả khoa học đầu tiên năm 1984.